# Stiftung Künstlerdorf Schöppingen

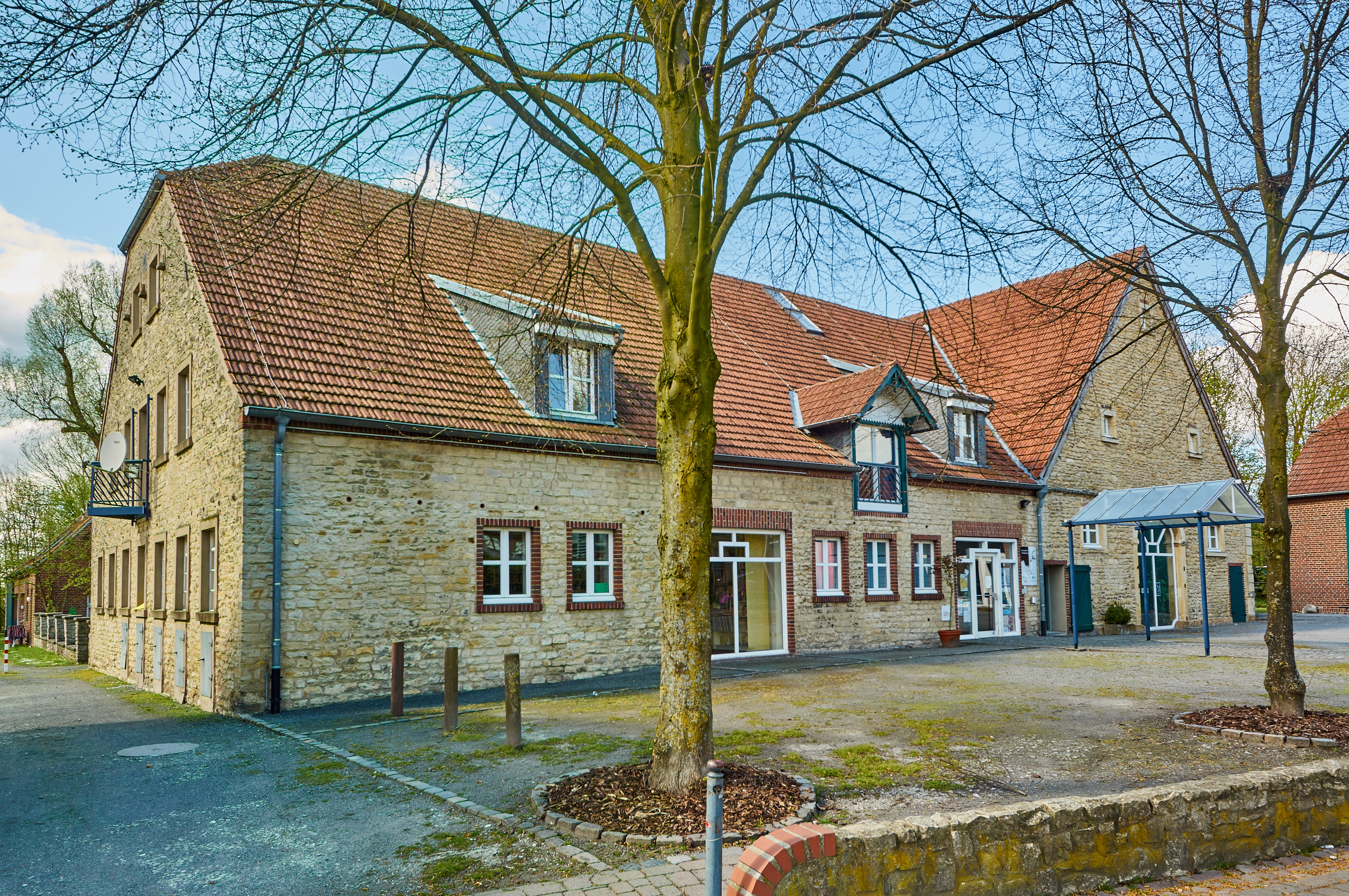
Künstlerdorf Schöppingen, Hof der Literaten (2016)

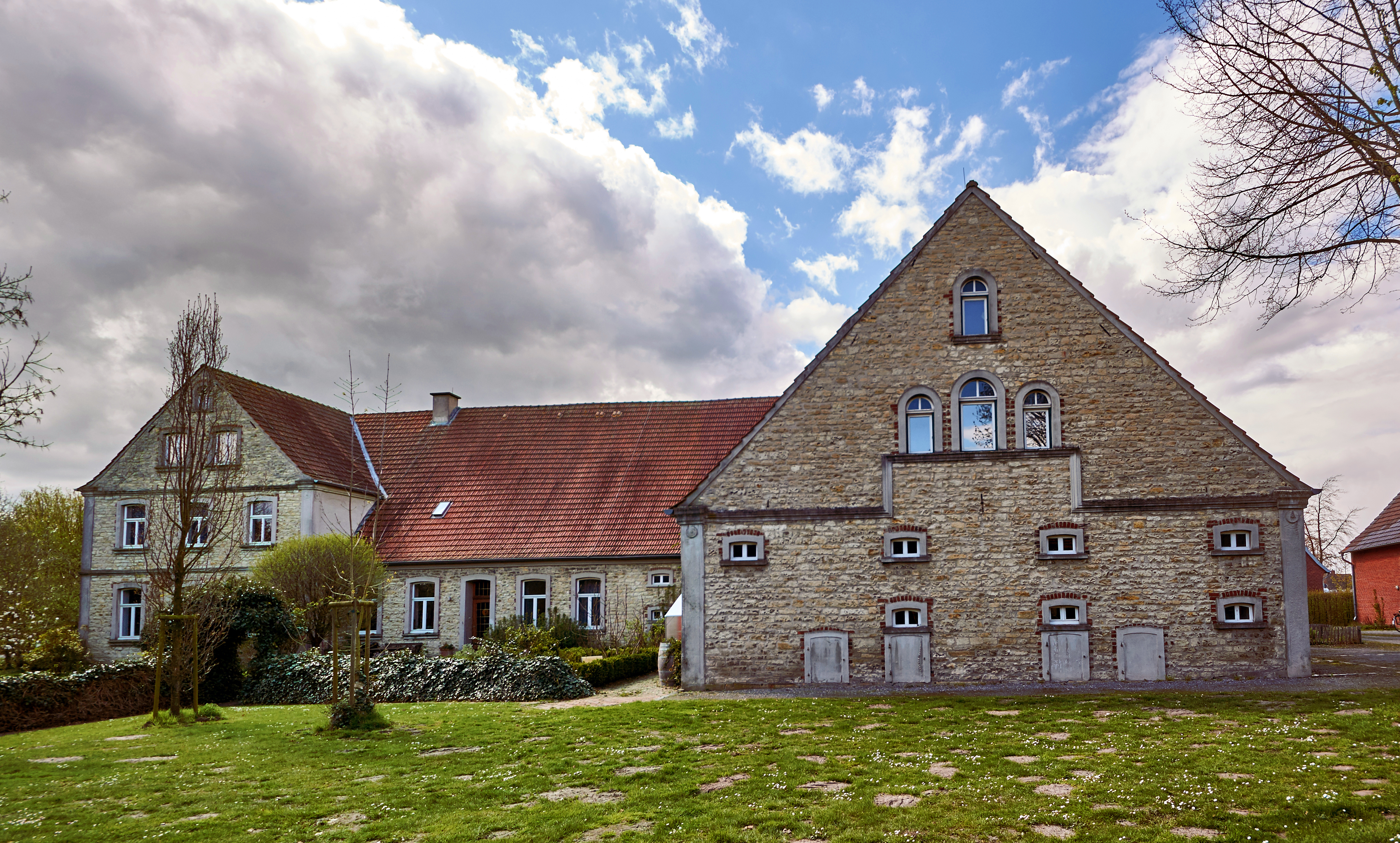
Hof der bildenden Kunst (2016)

Die Stiftung Künstlerdorf Schöppingen fördert Autoren, bildende Künstler, Komponisten, Künstler neuer Medien und mit den „KWW-Stipendien – Kunst, Wissenschaft, Wirtschaft“ auch Schnittstellenprojekte mit einem Stipendien-Aufenthalt in Schöppingen. Sie nimmt mehr als 30 Bewerber pro Jahr an. Zudem ist das Künstlerdorf ein wichtiger Kulturorganisator.

## Aufgaben und Einrichtungen
Die Stiftung vergibt Stipendien zur Förderung von Autoren und bildenden Künstlern, ferner für Komponisten experimenteller Musik. Hinzugekommen sind inzwischen auch Stipendien für Neue Medien, interdisziplinäre Projekte und Schnittstellenprojekte zwischen Kunst, Wissenschaft und Wirtschaft. Sämtliche Stipendien werden international ausgeschrieben, und die Auswahl wird von einer Fachjury getroffen. Für die Stipendiaten besteht Residenzpflicht im Künstlerdorf; etwa jeweils 14 Künstler und Autoren leben und arbeiten gleichzeitig in Schöppingen. Sie erhalten einen monatlichen Stipendien-Betrag von 1500 Euro, von dem ein 10- bis 20-prozentiger Anteil für Bewirtschaftungskosten entrichtet werden muss. Es gibt für die bis zu 6 Monate dauernden Stipendien über tausend Bewerbungen jährlich. Darüber hinaus gehören zum Aufgabenbereich der Stiftung Künstlerdorf Schöppingen kulturelle Projekte und Veranstaltungen, zum Beispiel Lesungen, Workshops, Kunstprojekte und Projekte mit kulturhistorischem Hintergrund sowie nationaler und internationaler Kulturaustausch und Netzkunst. Intendiert ist eine intensive Kommunikation zwischen den Sparten. Das Künstlerdorf versteht sich auch als wichtiger Kulturorganisator und Ideengeber. Gegründet wurde es 1989, mit-initiiert durch Rolfrafael Schröer, der es bis 1996 leitete. Auf ihn folgte für 22 Jahre Josef Spiegel, seit 2021 ist Julia Haarmann Leiterin des Künstlerhauses.

## Trägerschaft
Seit 1998 befindet sich das Künstlerdorf in der Trägerschaft einer Stiftung, an der unter anderem der Ministerpräsident des Landes Nordrhein-Westfalen, die Nordrhein-Westfalen-Stiftung Natur – Heimat – Kultur, der Förderverein der Stiftung, der Kreis Borken, die Gemeinde und der Landschaftsverband Westfalen-Lippe beteiligt sind. Vorsitzende des Stiftungsrates sowie des Fördervereins ist Christina Rau. Geldgeber für Stipendien innerhalb der Stiftung sind unter anderem der Ministerpräsident des Landes Nordrhein-Westfalen, der Landschaftsverband Rheinland und die Kunststiftung NRW.

## Lage und Räumlichkeiten
Die Stiftung Künstlerdorf Schöppingen liegt in der Ortsmitte der münsterländischen Gemeinde Schöppingen. In zwei aus dem Anfang des 19. Jahrhunderts stammenden und denkmalgeschützten Gutshöfen befinden sich sechs Ateliers für Bildende Künstler und sechs Apartments für Autoren sowie zwei größere Wohneinheiten mit mehreren Schlafzimmern. Daneben gibt es Werkstätten, eine Galerie sowie Veranstaltungsräume.

## Stipendiaten
Seit der Gründung haben mehr als 700 Stipendiaten ein Stipendium der Stiftung erhalten.

### Autoren
Neben ausländischen Schriftstellern wie zum Beispiel den US-Amerikanern John Linthicum und Styles Sass, dem Russen Alexei Pawlowitsch Schipenko, dem Schweizer Armin Senser oder der Chinesin Zhang Jie gehörten unter anderen folgende deutschsprachige Autoren zu den Stipendiaten: Luna Ali, Kerstin Becker, Hansjürgen Bulkowski, Nina Bußmann, Crauss,  Kurt Drawert, Karen Duve, Daniel Falb, Patrick Findeis, Frederike Frei, Franz Hodjak, Felicitas Hoppe, Nina Jäckle, Marcus Jensen, Marjana Gaponenko, Reinhard Jirgl, Ricarda Junge, Peggy Mädler, Kristof Magnusson, Andreas Mand, Silke Scheuermann, Norbert W. Schlinkert, Kathrin Schmidt, Kathrin Schrocke, Stefanie de Velasco, Peter Wawerzinek und Michael Wildenhain.

### Künstler
- Norbert Bisky, Maler
- Monika Brandmeier, Bildhauerin
- Daniele Buetti, Fotografie und Konzept
- Dorothée Hahne, Komponistin
- Katrin Herbel, Videokünstlerin und Performance-Künstlerin
- Torsten Herrmann, Komponist
- Ruppe Koselleck, Konzeptkünstler
- Rita Rohlfing, Malerin, Fotografin und Installationskünstlerin
- Franz Manfred Seifert, Medienkünstler
- Vanja Vukovic, Fotokünstlerin
- Rolf Wicker, Bildhauer

## Ausstellungen
- 2008: Kunst für alle
- 2007: Second Art – Ein Kunstprojekt im öffentlichen Raum von SecondLife
- 2006: Oberliga
- 2004: K-ein Weg
- 2003: Berühmte Gemälde aus Entenhausener Privatbesitz
- 2002: Höhenflug – Dreidimensionale Nachbauten Visionärer Fortbewegungsmittel
- 2001: Visionen der Zukunft
- 2000: Die Welt in der Tasche. Die Geschichte der rororo-Taschenbücher

## Eigene Publikationen
- 2008: Josef Spiegel; Sigrun Brunsiek (Hrsg.): Kunst für alle. ISBN 978-3-937828-15-2
- 2008: Josef Spiegel; Sigrun Brunsiek (Hrsg.): Wie Kunst wirkt. ISBN 978-3-937828-13-8
- 2006: Eduard Beaucamp; Sigrun Brunsiek; Heinz Kock: Kunstkritik. ISBN 3-937828-09-5
- 2005: Josef Spiegel (Hrsg.): Solaris. Ein Kunst-, Literatur- und Schulprojekt zur Sonne und Sonnenenergie. ISBN 3-937828-06-0
- 2004: Matthias Weiß: Das Gütersloher Netzkunstbuch. ISBN 3-937828-07-9
- 2004: Farideh Jamshidi: wir und Wir – wer ist Wir. ISBN 3-937828-03-6
- 2004: Dieter Daniels: Versuche im Zwischenraum. Experimentelle Kunstvermittlung im digitalen Zeitalter. ISBN 3-937828-00-1
- 2003: Josef Spiegel (Hrsg.): 6 Kunstvereine – 6 Standorte. Ein Gemeinschaftsprojekt auf der Landesgartenschau Gronau/Losser. ISBN 3-9808214-6-3
- 2003: Sigrun Brunsiek: Zum Stand der Kunstvermittlung heute. Ansätze, Perspektiven, Kritik. ISBN 3-9808214-3-9